# علی‌آباد (زیرکوه)
علی‌آباد روستایی در دهستان زیرکوه بخش مرکزی شهرستان زیرکوه استان خراسان جنوبی ایران است. بر پایه سرشماری عمومی نفوس و مسکن در سال ۱۳۹۰ جمعیت این روستا ۱۱۰ نفر (در ۲۸ خانوار) بوده است.